# Raúl Alonso Jiménez Rodríguez
Raúl Alonso Jiménez Rodríguez (5 de maig de 1991) és un futbolista professional mexicà, internacional amb la selecció mexicana.
Ha jugat a l'Atlético de Madrid i al SL Benfica portuguès i a la selecció de Mèxic.